# Potters Bar
Pour les articles homonymes, voir Potters.
Potters Bar est une ville du Hertfordshire en Angleterre située à 21 km au nord du centre de Londres. En 2022, la population était d’environ 23 325 habitants. 

## Origine et histoire du lieu
Il semblerait que l'ondonyme Potters remonterait soit à l'époque de la Britannia romaine, où de nombreux ateliers de potiers s'étaient établis en ce lieu, soit à la famille Pottere, qui vivait dans les environs de la paroisse de South Mimms, et dont la trace remonte au XIIIe siècle. La ville est rattachée jusqu'en 1965 à l'ancien comté du Middlesex.
Bar semble lui faire référence à un poste de barrière d'octroi situé à cet endroit, par où passait la Grande route du Nord. Localement, la tradition situe ce poste à l'endroit du pub The Green Man, actuellement fermé, ou du bâtiment appelé Morven House.
Localité longtemps agricole, elle voit arriver une première ligne de chemin de fer en 1850, avec la construction du Great Northern Railway. Elle est connectée désormais à l'Aire métropolitaine de Londres.

## Personnalités liées
- Bernard Arnault, possède la propriété de Nyn Park d'une superficie de 129 ha.
- Cyril Goldie et son épouse Mary, y organisent des concerts de musique ancienne (1938-1952).

## Sites remarquables

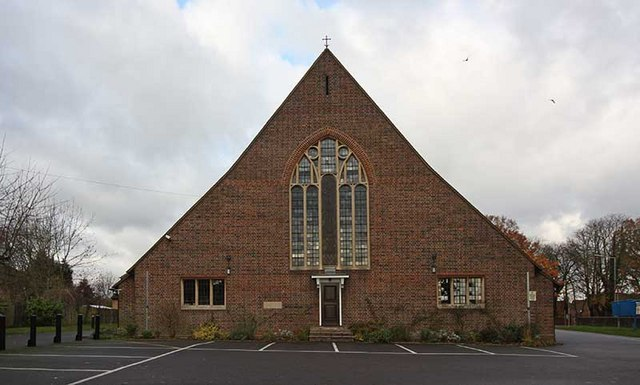
Église King Charles the Martyr de Potters Bar, dédiée au roi Charles Ier, exécuté par le Parlement, avant d'être érigé en martyr chrétien, à la suite de la publication de lEikon Basilike.

## Jumelage
- Franconville (1973)
- Viernheim